# Synodontis nigrita
Synodontis nigrita е вид лъчеперка от семейство Mochokidae. Видът не е застрашен от изчезване.

## Разпространение
Разпространен е в Бенин, Буркина Фасо, Гамбия, Гана, Гвинея, Гвинея-Бисау, Демократична република Конго, Египет, Етиопия, Камерун, Кот д'Ивоар, Мавритания, Мали, Нигер, Нигерия, Сенегал, Того, Уганда, Централноафриканска република и Южен Судан.

## Описание
На дължина достигат до 22 cm.